# Conservatorio Licinio Refice
Il Conservatorio Licinio Refice è un istituto superiore di studi musicali fondato a Frosinone nel 1972.
Offre corsi di formazione classica, jazz e pop suddivisi in corsi propedeutici AFAM, trenni AFAM e bienni AFAM. 

## Storia
Il 3 maggio 1974 viene istituito formalmente il Conservatorio statale di musica "Licinio Refice" di Frosinone, alla cui direzione è nominato Daniele Paris. Nel corso degli anni il Conservatorio è divenuto polo d'attrazione per l'organizzazione dei migliori eventi musicali organizzati nel capoluogo della Provincia di Frosinone. Memorabile il concerto organizzato per festeggiare i primi venticinque anni di attività, nel 1998, quando venne commissionato un pezzo originale, musicato da Roman Vlad su una poesia di Giovanni Fontana.

## Direttori
- Iacopo Napoli (1972-1974)
- Daniele Paris (1974-1989)
- Cesare Croci (1989-1991)
- Roberto Tigani (1991-1994)
- Roberto Gianolio (1994-1995)
- Francesco Arturo Saponaro (1995-2007)
- Antonio D'Antò (2007-2013)

- Raffaele Ramunto (2013-2016)

- Alberto Giraldi (2016-2022)

- Mauro Gizzi (2022 in carica)